# Выворотень
«Выворотень» — второй студийный альбом российской фолк-рок-группы «Калинов мост». Относится к общему двухлетнему студийному циклу, состоящему из трёх альбомов: «Выворотень», «Дарза», «Узарень», материал к которым писался бесперерывно.

## Об альбоме
Словом «Выворотень» в Белоруссии, в сельской местности называют деревья, упавшие на дорогу после урагана или грозы. Пример использования: «Я вас повёл другой дорогой, потому что на старой, после вчерашнего, повылазили выворотни».
На нём не было ни одной из песен, которые уже успели принести группе славу. Песни были не просто другие, а совершенно иные по поэтике, совершенно непонятно откуда пришедшие к автору (Дмитрию Ревякину) таинственные образы, хитросплетения слов. И специфический мелос, в который помимо «блюзовых» и «роковых» элементов вплавились этнические мотивы, шаманские песнопения.

## История записи
17 июня 1989 года, после концерта в «Крыльях Советов», Дмитрий Ревякин угодил в больницу. После чего Ревякин уезжает на родину в Забайкалье, и до осени 1990 года о нём ничего не слышно. Группа всё это время играла всякую музыку (в основном зарубежных композиторов).
В мае 1990 года Виктор Чаплыгин вместе с Кинчевым и Кирилловым посетили Ревякина у него на родине, посмотрели, как он живёт. И уехали обратно ожидать большого сбора.
Осенью 1990 года Ревякин появился в Новосибирске с новыми песнями, и началась серьёзная работа над альбомом. Вначале было некоторое недопонимание материала со стороны Крэза, Дмитрий Ревякин нервничал и уже хотел распустить коллектив. Чаплыгину удалось разрешить конфликт в самом начале. Виктор Чаплыгин сказал, «Доводом было то, что мы не играли вместе целый год и нужно немного времени, чтобы въехать в песни, и что мы все находимся на своих местах. В общем — не нужно горячиться».
После этого дела пошли блестяще. Группа помногу раз играла новые песни, записывала на плёнку, слушали, опять писали, пока не находился нужный вариант звучания. Следующим делом Дмитрий Ревякин поехал в Москву, на разведку в Центр Стаса Намина. Позже вся группа приезжает в Москву, поселяется в гостинице «Украина» за 4 р.70 коп. за сутки и приступает к работе.
С группой в Москву приезжает Николай Рыбников, звукооператор, так как Кириллов ещё в 1988 году покинул всех и занимался телевидением в Капчагае, у себя на родине. Коля привёз с собой ленточный магнитофон «Комета-212». Как только он впервые увидел пульт в студии, с ним стало плохо, и группа его потом видела очень редко. В студии он больше вообще не появился.
Группа работала с Сергеем Соловьёвым, оператором «Gorkу Раrk», и это была его первая самостоятельная работа в студии. Впрочем, как и Калинова моста. Запись началась в ноябре 1990 года. На студии писались в основном ночью. То, что игралось на репетициях, и то, что звучало с плёнки, не совпадало. Приходилось переделывать и корректировать.
Во время работы над альбомом Дмитрий Ревякин написал будущие «Узарень» и «Дарзу». Группа собиралась вместе — и происходило то, что называлось сочинительством песен. Запись альбома закончилась в начале декабря 1990 года.

## Переиздания
В юбилейное переиздание к 20-летию группы от Real Records 2006 года в дополнение к основному альбому включён неиздававшийся трек «Облако над Кремлём» и дополнительный диск под названием «Заворотень». Диск представляет собой запись в 1-м общежитии НЭТИ города Новосибирска, сделанную в декабре 1990 года.

## Список композиций
Все песни написаны Дмитрием Ревякиным (кроме отмеченных).
| №                   | Название                                | Длительность |
| ------------------- | --------------------------------------- | ------------ |
| 1.                  | «Колесо»                                | 0:50         |
| 2.                  | «Набекрень голова»                      | 4:02         |
| 3.                  | «Венч» (музыка — Д. Ревякин, В. Бугаец) | 4:52         |
| 4.                  | «Вышло так» (Закат солнца уснул)        | 3:46         |
| 5.                  | «Имя назвать»                           | 5:20         |
| 6.                  | «Что нашёл» (Колесо II)                 | 1:12         |
| 7.                  | «Назад в подвалы»                       | 4:28         |
| 8.                  | «Гон в полдень»                         | 3:48         |
| 9.                  | «Увидеть себя»                          | 7:09         |
| 10.                 | «Последняя охота»                       | 5:23         |
| Общая длительность: | Общая длительность:                     | 40:44        |

| №   | Название                                                                 | Длительность |
| --- | ------------------------------------------------------------------------ | ------------ |
| 11. | «Облако над Кремлём» (дополнительная композиция с переиздания 2006 года) | 1:54         |

| №                   | Название                                               | Длительность |
| ------------------- | ------------------------------------------------------ | ------------ |
| 1.                  | «Образа»                                               | 6:10         |
| 2.                  | «Крошево вытупа»                                       | 4:39         |
| 3.                  | «Далеко»                                               | 4:51         |
| 4.                  | «Гуляли вместе»                                        | 4:01         |
| 5.                  | «Иволге петь» (музыка - Ревякин, Щенников)             | 3:46         |
| 6.                  | «Ты так хотел» (музыка - Ревякин, Чаплыгин, Смоленцев) | 5:23         |
| 7.                  | «Ветер южный»                                          | 3:30         |
| 8.                  | «Сберегла / Вслед за мной»                             | 3:55         |
| 9.                  | «Плакать всерьёз»                                      | 4:34         |
| 10.                 | «Прошлое поделом»                                      | 4:52         |
| 11.                 | «Неудачи ткнутся в ковёр» (стихи)                      | 1:00         |
| 12.                 | «Вот и всё» (стихи)                                    | 0:54         |
| Общая длительность: | Общая длительность:                                    | 47:35        |

- «Колесо» — написана 2 июля 1989 года, Забайкалье.[4]
- «Набекрень голова» — написана в ноябре 1989 года, Забайкалье.[4]
- «Венч» — написана в период с марта 1989 года, Москва, по 4 июля 1989 года, Забайкалье.[4]
- «Вышло так» — написана с августа 1990 года, Забайкалье, по 9 октября 1990 года, Новосибирск. В гостях у Виктора Чаплыгина.[4]
- «Имя назвать» — написана с апреля 1989 года, Новосибирск, по январь 1990 года, Забайкалье.[4]
- «Что нашёл» («Колесо II») — написана в августе 1990 года, Забайкалье. Является продолжением песни «Колесо».[4]
- «Назад в подвалы» — написана в октябре 1989 года, Чита.[4]
- «Гон в полдень» — написана в октябре 1989 года, Чита.[4]
- «Увидеть себя» — написана с февраля, по март 1990 года, Забайкалье.[4]
- «Последняя охота» — написана с осени 1988 года, Москва, по декабрь 1989 года, Забайкалье.[4]

## Отзывы
Дмитрий Ревякин в Книге «Калинов мост», сказал
Как было здорово, когда ехали назад в Новосибирск. Везли эту запись, слушали в плейере, результатом были довольны все без исключения. Конечно, были ошибки, но тогда это не имело никакого значения. Была энергетика, альбом нам нравился, и мы были уверены: если нравится нам, понравится и всем нашим слушателям.
Журнал «КонтрКультУра» так описывал альбом: 
Здесь очень много музыки, плотнейший, насыщенный и драйвовый звук, великолепная поэзия — оторопь берет от ревякинских прорывов на какой-то запредельный уровень... Видимо, все, что происходило с ним за эти полтора года, нашло здесь своё место — безумный брильянт Сид Барретт и красавец-джанки Джим Моррисон, все эти приёмники, настроенные на волну космоса, встают перед глазами по ту их сторону, рассвет души после гибели, молодость после безумия, жизнь после смерти.
Журнал «ОМ» в 99-м году сравнил «Выворотень» с новым на тот момент альбомом «Оружие»: 
Попав в студию, «Мост» не утратил своей сибирской первобытности, органично сместившись от агрессивно-победных «таёжных маршей» в сторону балладного фолк-рока. У Ревякина будет ещё немало сильных записей, но на подобную высоту группа заберётся впоследствии лишь однажды. Произошло это спустя восемь лет на альбоме «Оружие».

## Участники записи
- Дмитрий Ревякин — вокал, акустическая гитара
- Василий Смоленцев — электрогитара
- Андрей Щенников — бас-гитара, клавишные, труба
- Виктор Чаплыгин — ударные, губная гармоника, хомус
- Сергей Воронов — губная гармоника
- Андрей Щенников — акустическая гитара
- Виктор Чаплыгин — перкуссия

## Дополнительные факты
Существует фанатская легенда, что композицию «Облако над Кремлем» не разрешили включить в альбом по цензурным соображениям. Якобы некий чиновник узрел в тексте скрытую аллюзию на полёт Матиаса Руста над Красной площадью.